# Michał Bałucki
Michał Bałucki, bút danh Elpidon (ngày 29 tháng 9 năm 1837 tại Kraków - ngày 17 tháng 10 năm 1901 tại Kraków), là nhà viết kịch và nhà thơ người Ba Lan.

## Tiểu sử
Michał Bałucki học tại trường Trung học Bartłomiej Nowodworski ở Krácow, và sau đó tại Đại học Jagiellonia. Ông là một thành viên tích cực của một tổ chức thanh niên muốn giúp người Ba Lan chống lại chế độ chuyên chế Sa hoàng ở Ba Lan thời Nga chiếm đóng, nhưng không tham gia chiến đấu trong cuộc khởi nghĩa tháng Giêng. ông đã bị kết án tù vì âm mưu sau khi bị bắt vào cuối năm 1863.
Vào năm 1861, nhà thơ Michał Bałucki biết đến với những bài thơ dựa trên mô típ văn hóa dân gian. Trong các tác phẩm của mình, ông đã tố cáo tầng lớp quý tộc Galicia và tầng lớp trung lưu trong nước.
Vào cuối đời, ông bị chứng thần kinh và trầm cảm. Sau một bài báo phê phán cực đoan do Lucjan Rydel viết, ông đã tự sát ở Công viên Błonia. 

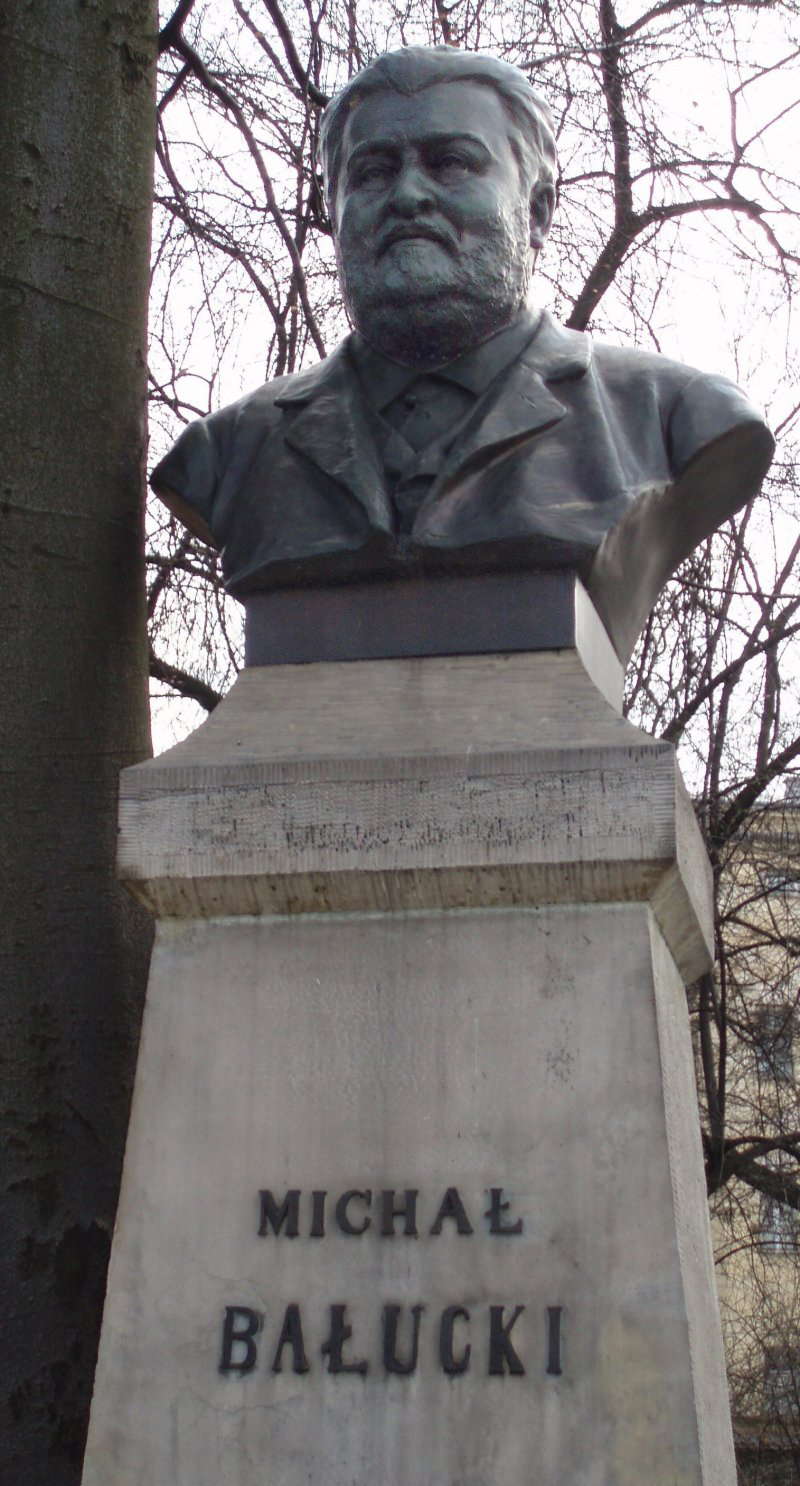
Tượng đài do Tadeusz Błotnicki điêu khắc và dựng lên ở Công viên Planty vào năm 1911.

## Tác phẩm
- 1864 Przebudzeni[1]
- 1866 Młodzi i starzy[2][3]
- 1869 Trzy szkice powieściowe z r. 1863
- 1870 Życie wśród ruin[4]
- 1870 Błyszczące nędze
- 1870 Tajemnice Krakowa[5]
- 1870 Żydówka[6]
- 1871 Romans bez miłości i miłość bez romansu
- 1872 O kawał ziemi
- 1872 Siostrzenica księdza proboszcza
- 1873 Sabina[7]
- 1874 Z obozu do obozu[8]
- 1875 Byle wyżej[9]
- 1875 Biały Murzyn
- 1877 Album kandydatek do stanu małżeńskiego[10]
- 1879 Za winy niepopełnione[11]
- 1881 Typy i obrazki krakowskie[12]
- 1881 Pańskie dziady
- 1882 250,000
- 1884 W żydowskich rękach
- 1887 Pan burmistrz z Pipidówki
- 1888 Całe życie głupi
- 1891 Z mętów społecznych[13]
- 1891 Garbuska
- 1899 Pamiętnik Munia

### Hài kịch
- 1865 Polowanie na męża
- 1867 Radcy pana radcy
- 1871 Pracowici próżniacy
- 1873 Emancypowane
- 1876 Pozłacana młodzież
- 1876 Rodzina Dylskich
- 1876 Teatr amatorski
- 1879 Krewniaki
- 1880 Sąsiedzi
- 1881 Grube ryby
- 1882 Gęsi i gąski
- 1883 Dom otwarty[14]
- 1887 Nowy dziennik
- 1888 O Józię[15]
- 1889 Ciężkie czasy
- 1890 Klub kawalerów
- 1898 Wędrowna muza
- 1900 Blagierzy